# İstanbul Başakşehir Futbol Kulübü
L'İstanbul Başakşehir Futbol Kulübü, meglio noto come İstanbul Başakşehir, Medipol Başakşehir (per ragioni di sponsorizzazione) o semplicemente Başakşehir e in precedenza come İstanbul B.B., è una società calcistica turca con sede nell'omonimo distretto di Istanbul. Milita nella Süper Lig, la massima divisione del campionato turco.
Fondato nel 1990, il club debuttò nella massima serie turca, la Süper Lig, nel 2007-2008. Nella sua bacheca vanta la vittoria di un campionato turco, ottenuta nel 2019-2020. 
Di proprietà del Ministero turco per la Gioventù e lo Sport, disputa le partite interne allo stadio Başakşehir Fatih Terim della città turca.

## Storia
La squadra nacque nel 1990 con il nome di ISKI SK. L'ISKI SK militò nel 1990-1991 nel campionato della regione di Istanbul e ottenne la promozione in TFF 2. Lig, la terza serie del campionato turco. Dopo la promozione la squadra passò sotto il controllo della polisportiva comunale İstanbul Büyükşehir Belediyesi Spor Kulübü (İstanbul B.B.), club di cui divenne la sezione calcistica; le partite al tempo venivano giocate allo stadio olimpico Atatürk.
La squadra militò nella terza serie turca sino al 1996, da cui guadagnò qualche anno dopo la promozione in TFF 1. Lig, la seconda divisione turca.
Nel 2006-2007, sotto la guida dell'allenatore Abdullah Avcı, l'İstanbul B.B. ottenne la promozione in Süper Lig, la massima serie turca, in cui esordì nel 2007-2008 con un ottimo dodicesimo posto e una salvezza tranquilla. La squadra si consolidò dunque in massima serie, chiudendo al nono posto la stagione 2008-2009, con un organico che annoverava Okan Buruk, İbrahim Akın, Marquinhos e Gökhan Süzen. Nel 2009-2010 la compagine di Istanbul fece di meglio, raggiungendo il sesto posto finale e i quarti di finale di Coppa di Turchia, mentre nella stagione 2010-2011 si piazzò dodicesima e arrivò in finale di Coppa di Turchia, dove fu sconfitta allo Stadio Kadir Has di Kayseri dal Beşiktaş per 4-3 ai tiri di rigore (2-2 dopo i tempi supplementari). L'annata 2011-2012 vide l'avvicendamento in panchina tra Avcı e Arif Erdem, subentrato nel novembre 2011 e capace di condurre i suoi al sesto posto finale. La retrocessione avvenne, tuttavia, al termine della travagliata stagione 2012-2013, in cui il Başakşehir esonerò il primo tecnico straniero della propria storia, il portoghese Carlos Carvalhal, già a novembre, rimpiazzandolo con Bülent Korkmaz. A nulla valse il cambio in panchina: la squadra cadde in seconda serie a causa della sconfitta all'ultima giornata (2-1) contro il Kasımpaşa, chiudendo al sedicesimo posto in classifica.
Fu Cihat Arslan a raccogliere le redini della squadra. Il ritorno in massima serie fu immediato, grazie alla vittoria del campionato di seconda divisione nel 2013-2014, grazie anche ai gol del bomber Mehmet Batdal, autore di 13 reti in 31 partite, e a un bilancio di 25 vittorie, 6 pareggi e 6 sconfitte. L'atmosfera attorno al club rimaneva comunque piuttosto "fredda", con le presenze medie di pubblico allo stadio sempre attorno a 5000 spettatori.
Le cose cambiarono nel giugno 2014: il club fu rilevato da una cordata capeggiata da Göksel Gümüsdag e mutò nome in İstanbul Başakşehir F.K., proponendosi di rappresentare l'omonimo quartiere cittadino di nuova costruzione, all'interno del quale era stato eretto lo Stadio Başakşehir Fatih Terim, impianto da poco più di 17 000 posti, che divenne il nuovo campo casalingo della squadra. Come colori furono adottati l'azzurro e l'arancione: l'intera operazione fu seguita da vicino dal presidente Recep Tayyip Erdoğan, che presenziò alla partita inaugurale nel nuovo stadio. La nuova politica manageriale portò il club a distaccarsi nettamente dalle altre società calcistiche turche, ad esempio per il rifiuto di praticare forme di azionariato popolare.
I frutti del "nuovo corso" sono stati immediati: dalla stagione 2014-2015 il club milita stabilmente nella Süper Lig, la massima divisione del campionato turco, proponendosi spesso ai vertici della classifica.
Il 25 maggio 2015 il club firmò un contratto quadriennale di sponsorizzazione con Medipol Eğitim ve Sağlık Grubu (Medipol Education and Health Group), mutando nome in Medipol Başakşehir Futbol Kulübü.
Nel 2014-2015 e 2015-2016, prime due annate in massima serie dopo la nuova promozione, la squadra ottenne il quarto posto finale. Nel 2016-2017 ha conseguito un prestigioso secondo posto, mentre l'anno dopo è giunta terza. Nell'annata 2018-2019, dopo aver condotto a lungo la classifica, perde il primato alla penultima giornata, quando viene sconfitta per 2-1 in casa dei diretti rivali del Galatasaray; chiude la stagione al secondo posto.
Nella stagione 2019-2020, sotto la guida del tecnico Okan Buruk, si laurea campione di Turchia per la prima volta, aggiudicandosi il titolo alla penultima giornata. È la terza squadra al di fuori delle tre grandi di Istanbul a vincere il campionato turco.
La stagione 2020-2021 è molto sottotono: il club naviga poco sopra la zona retrocessione e solo un buon finale di campionato consente di chiudere al dodicesimo posto con 48 punti. In Champions League la squadra si piazza ultima nell'impegnativo girone con Manchester Utd, RB Lipsia e Paris Saint-Germain, ottenendo solo una vittoria contro gli inglesi.

## Organico

### Rosa 2025-2026
Aggiornata al 4 agosto 2025.
| N. |                       | Ruolo | Calciatore           |
| -- | --------------------- | ----- | -------------------- |
| 1  | Turchia (bandiera)    | P     | Volkan Babacan       |
| 2  | Turchia (bandiera)    | C     | Berat Özdemir        |
| 3  | Ghana (bandiera)      | D     | Jerome Opoku         |
| 4  | Turchia (bandiera)    | C     | Onur Ergün           |
| 5  | Brasile (bandiera)    | D     | Léo Duarte           |
| 6  | Turchia (bandiera)    | D     | Onur Bulut           |
| 7  | Turchia (bandiera)    | A     | Yusuf Sarı           |
| 8  | Camerun (bandiera)    | C     | Olivier Kemen        |
| 9  | Germania (bandiera)   | A     | Davie Selke          |
| 10 | Capo Verde (bandiera) | A     | Nuno da Costa        |
| 11 | Uzbekistan (bandiera) | C     | Abbosbek Fayzullayev |
| 13 | Portogallo (bandiera) | C     | Miguel Crespo        |
| 14 | Uzbekistan (bandiera) | A     | Eldor Shomurodov     |
| 15 | Turchia (bandiera)    | D     | Hamza Güreler        |

| N. |                           | Ruolo | Calciatore                  |
| -- | ------------------------- | ----- | --------------------------- |
| 16 | Turchia (bandiera)        | P     | Muhammed Şengezer           |
| 17 | Turchia (bandiera)        | C     | Ömer Faruk Beyaz            |
| 21 | Costa d'Avorio (bandiera) | D     | Christopher Operi           |
| 22 | Portogallo (bandiera)     | C     | Matchoi Djaló               |
| 23 | Turchia (bandiera)        | C     | Deniz Türüç                 |
| 27 | Senegal (bandiera)        | D     | Ousseynou Ba                |
| 34 | Turchia (bandiera)        | D     | Yağız Dilek                 |
| 36 | Irlanda (bandiera)        | D     | Festy Ebosele               |
| 42 | Turchia (bandiera)        | C     | Ömer Ali Şahiner (capitano) |
| 45 | Turchia (bandiera)        | A     | Berkay Aslan                |
| 77 | Croazia (bandiera)        | A     | Ivan Brnić                  |
| 78 | Turchia (bandiera)        | P     | Luca Stancic                |
| 98 | Turchia (bandiera)        | P     | Deniz Dilmen                |

## Staff tecnico
- Allenatore:  Cagdas Atan
- Vice-Allenatore:  Mustafa Keçeli
- Vice-Allenatore:  Hasan Fırat
- Vice-Allenatore:  Murat Özkütükcü
- Preparatore dei portieri:  Mesut Keke
- Preparatore dei portieri:  Murat Aslan
- Preparatore atletico:  Birtan Güner
- Preparatore atletico:  Hakan Özgür
- Preparatore atletico:  Emre Demirci
- Medico sociale:  Ömer Gözübüyük
- Fisioterapista:  Mehmet Akman

## Palmarès

### Competizioni nazionali
- Campionato turco: 1

2019-2020
- TFF 3. Lig: 2

1992-1993, 1996-1997
- TFF 1. Lig: 1

2013-2014

## Partecipazioni alle coppe europee
Statistiche aggiornate al 4 agosto 2020.
| Competizione          | G  | V | N | P  | RF | RS | DR  | %vittorie |
| --------------------- | -- | - | - | -- | -- | -- | --- | --------- |
| UEFA Champions League | 6  | 1 | 2 | 3  | 8  | 10 | −2  | 16,67     |
| UEFA Europa League    | 24 | 7 | 6 | 11 | 24 | 35 | −11 | 29,17     |
| Totale                | 30 | 8 | 8 | 14 | 32 | 45 | −13 | 26,67     |

Fonte: UEFA.com
G = giocate; V = vinte; N = pareggiate; P = perse; RF = reti fatte; RS = reti subite; DR = differenza reti.